# 青色本・茶色本

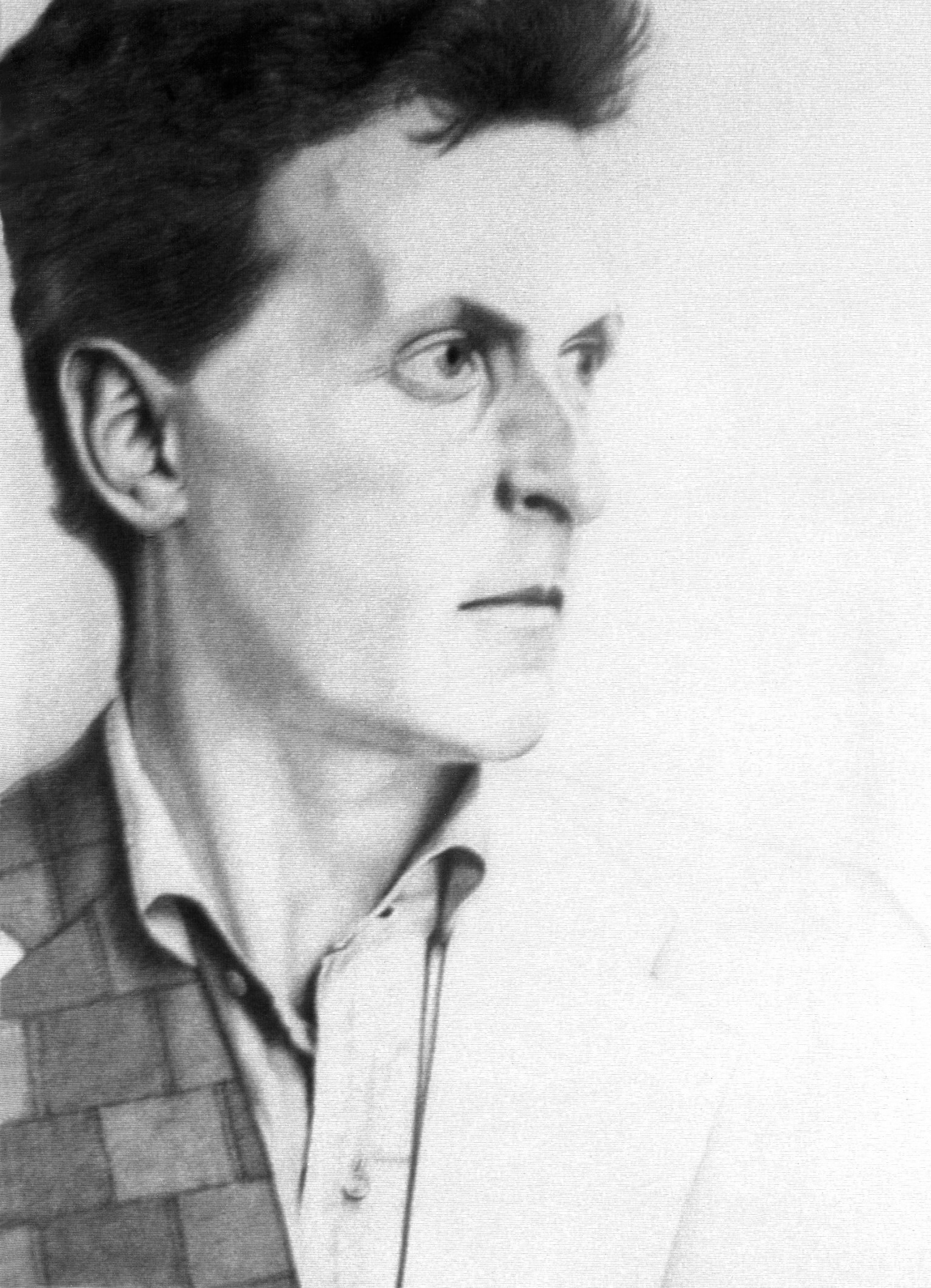
ルートヴィヒ・ウィトゲンシュタイン（クリスティアーン・トニス画、1985年）

青色本・茶色本（Blue and Brown Books）は、ルートヴィヒ・ウィトゲンシュタインが1933年から1935年にかけてケンブリッジ大学で行った講義を書き留めた2冊のノートである。それぞれが謄写版で製本され、ウィトゲンシュタインの存命中は少部数が限られたサークル内で流通した。1933–34年の講義録は青い表紙で、1934–35年の講義を書き取ったノートは茶色の表紙で綴じられていた。1958年にラッシュ・リーズが「『哲学探究』の先行的研究」として、初めて2冊をまとめてブラックウェル社から出版した。
後に『哲学探究』において十全な形で考察される様々な思考の萌芽を見て取れるこの2冊の講義録は、いわゆる「後期ウィトゲンシュタイン」として知られる哲学の起源に文献的な根拠を与えている。

## 青色本
青色本は1933–34年に口述されたテキストであり、後に言語ゲームとして知られる概念が先駆的に導入されているという点で、1932年以降のウィトゲンシュタイン哲学の画期をなすとされている。記号の操作として思考を考察するという後期の著作では取り組まれていないテーマが含まれているが、それを可能にする確固とした言語規則という中期の考え方は認められていない。ここにみられる言語学的分析という手法は、その後日常言語の哲学として結実した。

## 茶色本
1934–35年の講義で、ウィトゲンシュタインはフランシス・スキナーとアリス・アンブローズに向かって口述を行い、テキストはタイプされて3冊のノートとして装丁された。これが表紙の色にちなみ「茶色本」と呼ばれるようになった。ウィトゲンシュタインは出版を検討しており、ドイツ語での改訂も試みたが、結局は無価値なものだとこの計画を放棄してしまった。

## 文献
- 『ウィトゲンシュタイン全集 6 青色本・茶色本』 大森荘蔵 (翻訳), 杖下隆英 (翻訳) 大修館書店 1975年 ISBN 978-4469110166
- 『青色本』 ＜ちくま学芸文庫＞ 大森荘蔵 (翻訳), 野矢茂樹 (解説) 筑摩書房 2010年 ISBN 978-4480093264
- 『『論考』『青色本』読解』 黒崎宏 (翻訳) 筑摩書房 2010年 ISBN 978-4480093264